# Laguna de Obrajuelo
Laguna de Obrajuelo är en kratersjö i Guatemala.   Den ligger i departementet Departamento de Jutiapa, i den sydöstra delen av landet, 100 km öster om huvudstaden Guatemala City. Laguna de Obrajuelo ligger 879 meter över havet. Omgivningarna runt Laguna de Obrajuelo är en mosaik av jordbruksmark och naturlig växtlighet.